# ماتيلدا ماري هيز
ماتيلدا ماري هيز (بالإنجليزية: Matilda Hays)‏ (ولدت في 8 أيلول/سبتمبر عام 1820 وتوفيت في 3 تموز/يليو عام 1897) كاتبة بريطانية من القرن التاسع عشر وصحفية وممثلة، ترجمت بالتعاون مع إليزابيث أشورت العديد من أعمال الكاتب الفرنسي جورج ساند، كما ساهمت بتأسيس صحيفة المرأة الإنجليزية. دخلت هيز خلال حياتها في علاقة حب دامت عشر سنوات مع الممثلة شارلوت كاشمان ثم مع الشاعرة أديلاد آن بروكتر.

## حياتها المبكرة
ولدت ماتيلدا هيز في لندن في 8 أيلول/سبتمبر عام 1820، وكانت ابنة لمزارع ذرة يدعى جون هيز، وكانت والدتها تدعى إليزابيث ماري هيز، تزوجت والدتها من جايكوب بريز الذي توفي في فبراير عام 1807 فتزوجت بعده من جون هايز. كان لهيز ثلاثة أشقاء: إليزابيث وسوزانا وألبيرت، وأختان من زوج أمها: إيما ماريان بريز وكلارا سالمون التي تزوجت فريديرك سالمون في عام 1830.
كان يطلق على هيز مصطلح كريول، وتعنى الأبناء المولودين من آباء أجانب، إلا أنها كانت نصف كريول حيث أن أصول أبيها تعود إلى لندن. بدأت منذ عام 1838 بكتابة مقالات في الصحف في الدورية متعلقة بشؤون وقضايا المرأة، من تلك الصحف الدورية كانت صحيفة الميرور ومجلة إينسوورث.

## مهنتها
تأثرت هيز بأفكار الصحفي والروائي جورج ساند الذي عمل على استخدام كتابتاها وأعمالا للنهوض بقضايا المرأة. كتبت هيز في روايتها هيلين ستانلي: «إذا لم تقم المرأة بتعليم بناتها احترام أنفسهن والبحث عن لقمة عيشهن بدلًا عن المتاجرة بشخصهن وقلوبهن في الزواج، فلن يحصلن على مستقبل آمن ماليًا واجتماعيًا».

## ترجمات جورج ساند
في وقت كانت فيه طبيعة حب جورج ساند وعيشها نمط حياة استقلالي غير سائد أو متعارف عليه بالنسبة لامرأة في القرن التاسع عشر، كانت هيز وصديقتها إلزابيث واسعتي الأفق ومتأثرتين بشدة بالرسائل السياسية والاجتماعية التي أوضحتها كتب ساند. حصلت هيز على الدعم من الممثل البريطاني ويليام تشارلز مكريدي والناقد الأدبي جورج هينري لويس لترجمة روايات ساند للإنجليزية، كلا الأديبين كتبا رسائل لساند يحثانها فيها على الترجمة. كما ساعد صديقها القسيس إدموند لاركين بتمويل تلك الحملة من أجلها.
من أعمال ساند التي بدأت هيز بترجمتها برفقة أشرست ولاركين: ألديني الآخر من ترجمة هيز، بينما ترجمت أشرست «أساطين الفسيفساء» الذي تم نشره عام 1844 وكتب الصحفي الإيطالي مازيني مقدمة حول الرواية المترجمة رسائل المسافر. قامت بعدها ساند بدعوة أشرست إل منزلها في مدينة نوهانت بناءً على طلب مازيني. ذكر أوليف كلاس بأن «كانت تبدو ساند فتاةً غير مستقرة من خلال إثباتها السطحي لنسويتها الذي تركها بدون زواج ولكونها ذات شخصية متصنعة للحياة وبدون أي تواضع».
أوضح جورج هنري لويس في اقتراح له أن الترجمة إلى اللغة الإنكليزية قلت من مدى البلاغة اللغوية الفرنسية واستدلتها بالحس الإنجليزي. دفع هذا الاقتراحي مازيني للكتابة إلى هيز قائلًا: «نرى أنا وأصدقائي أنه من غير المعقول أن تكوني على استعداد لمنح ترخيص ترجمتك لشخص لا تعرفين شيئًا عن أفكاره».
تمت ترجمة ونشر أربعة مجلات كاملة من قبل هيز وأشرست، ولكن تعثرت محاولتهما في ذلك. حيث أنه في محاولة لتقليص أفكار ساند، تم تجريد تلك الكتب من قوتها، بحسب وصف مازيني. وبحسب المجلة الدورية كوارترلي ريفييو، فإن تلك الترجمات لم تكن أكثر من محاولة لإخفاء الطبيعة الحقيقية لشخص سيئ السمعة.
لم تحصل هيز وصديقتها أشرست على الكثير من الدعم المادي، واعتبرتا ذلك نتيجة الخطأ الذي ارتكبتاه بالتعاون مع ناشر سيء. عملت بعدها الفتاتان في البحث عن ناشر لكتب ساند المترجمة، إلا أن توقفت لاركين عن العمل مع هيز وأشرست عام 1847.
تم نشر ترجمة هيز للكتاب «فاديت» عام 1851.

## مجلة المرأة

### محاولة مبكرة
في عام 1847 تابعت هايز تأسيسها لصحيفة المرأة التي شابهت في محتواها الصحيفة الأمريكية «كتاب غودي ليدي» بهدف توفير مساحة خطاب للنساء من أجل الحديث حول حقوق المرأة، بما فيها زيادة جودة التعليم والفرص المهنية. هدفت هيز إلى توفير جو من الحرية حول موضوع لطالما اعتبر من المستحيل الخوض فيه في الصحافة خلال ذلك الوقت. ساعدت شارلوت كوشمان وصديقتها ماري هويت على بناء المجلة، ولكن سرعان ما أدركت أن الوقت لم يكن مناسبًا لهكذا أفكار، وقرر عوضًا عن ذلك بذل طاقتا لتغيير المجتمع في الحاضر التي تعيش فيه.

### مجلة إليزا كوك
بعد محاولة هيز التي لم تحظى بالنجاح، أسست الشاعرة إليزا كوك مجلة تحمل اسمها وعملت هيز فيها كصحفية. كانت المجلة عبارة عن خلاصة من المقالات والشعر والمراجعات والأدب، وغالبًا ما كتبت عن قضايا مثل تعليم المرأة والموضة والزهد والمحن التي يمر بها أبناء الطبقة العاملة وخدم المنازل.

### صحيفة المرأة الإنجليزية
كانت هيز إحدى مؤسسي ومحرري صحيفة المرأة التي أنشأت في عام 1858. تأسست الصحيفة عام 1858 قبل باربارا بوديكون وبيسي راينر باركس، حيث حملت باربارا أغلب أسهم الصحيفة.

### التمثيل
في عام 1848 كانت لديها حاجة كبيرة للمال، كان تملك هيز بعض النقود نظرًا لما ورثته عن أبيها، وباعتزال أخت الفنانة شارلوت كوشمان للفن ظهرت فرص جديدة للعمل في هذا المجال. حيث قامت سوزان كوشمان أخت شارلوت والتي لعبت دور جولييت بترك التمثيل للزواج بالعالم البريطاني جيمس موسبرات.
تدربت الفتاتان في مقاطعة يوركشاير من أجل الافتتاح في 6 أكتوبر 1848 في مدينة باث، عملت هيز بالمثيل برفقة كوشمان فقط لبضعة شهور، إلى أن صعدت كوشمان في طريقها إلى النجومية.

## أعمالها المنشورة
- ترجمات جورج ساند
- سبيرييديون 1842
- رسائل مسافر 1847
- أعمال جورج ساند 1847
- أندريه 1847
- فاديت 1851
- الروايات
- هيلين ستانلي 1846
- أدريان هوب 1866

## حياتها الشخصية
حظيت هيز بعلاقة شخصية قوية مع شارلوت كوشمان وأديلايد آن بروكتر وهارييت هوسمر.

### شارلوت كوشمان
التقت هيز وكوشمان ببعضهما في الفترة بين عامي 1846 و1848. وارتبطتا بعدها بعلاقة عاطفية مثلية دامت ما يقارب العشر سنوات، وكانتا معروفتان بشكل علني في أوروبا على أنهما ثنائي. وعلقت إليزابيث براونينغ حول هذا الموضوع قائلة: «أنا أتفهم أن كوشمان وهيز تبادلتا الوعود مع بعضهما، وأنهما سيبقيان سويًا ويعيشان سويًا ويلبسان نفس اللباس وكأنهما متزوجتان». كانتا ترتديان قمصان وسترات مصممة. غالبًا ما كان يشار إلى ماتيلدا بين أصدقائها باسم ماثيو أو ماكس.
في عام 1852، تركت كوشمان المسرح وانتقلت مع هيز إلى روما في إيطاليا، وعاشتا في مجتمع للمغتربين من أصل أمريكي، في وسط كان أغلبه من المثليات والنحاتين. عام 1854، تركت هيز كوشمان لترتبط بعلاقة مع هارييت هوسمر، مما أدى لظهور بعض الغيرة بين للنساء الثلاثة. وفي النهاية عادت هيز للحياة مع كوشمان ولكن شيء بينهما كان قد تحطم ولا يمكن إصلاحه. في أواخر عام 1857، كانت كوشمان في علاقة سرية مع أيما ستيبنز. في إحدى الليالي وبينما كانت كوشمان تكتب إحدى رسائلها، دخلت هيز إليها وشكّت أن هذه الرسالة قد تكون إلى ستيبنز وطلب منها أن تريها إياها، ولكن كوشمان رفضت مما أثار غضب هيز ولحقتها عبر المنزل تضربها بيدها، انتهت لعلاقة بعد ذلك وقاضت هيز كوشمان في المحكمة مدعية أنها ضحت بحياتها في سبيل مهنة كوشمان، مما دفع كوشمان لدفع مبلغ من المال لهيز وانتهت العلاقة بعد ذلك.

### أديلايد آن بروكتر
كان يُعتقد أن هيز على علاقة بالشاعرة الإنكليزية أديلايد آن بروكتر، والتي قامت بإهدائها الكلمات التالية من مسرحية «أساطير وكلمات»:
إن رموز الحب لدينا هي في معظمها باردة وعديمة الأهمية وليس بها حياة لأنها لا تمثل حياتنا. الهدية الوحيدة هي جزء من نفسك. لذلك اسمح للمزارع بإعطاء بذرته، ولعامل المنجم جوهرته وللبحّار المرجان والمحار، وللرسام لوحته وللشاعر شعره.
كما كتبت قصيدة شعر لهيز بعنوان «استذكار». أشرفت هيز على مراسم دفن بروكتر بعد وفاتها، ورثت وفاتها حتى بعد مرور سنين على دفنها.

### ثيودوسيا بلاكر، السيدة مونسون
(ولدت عام 1803 وتوفيت عام 1891) كانت مروجة لحقوق المرأة واستأجرت مكان يدعى «19 لانغام بليس» وهو مكتب صحيفة المرأة البريطانية، وكان المكان عبارة عن دائرة تجمع نساء يتشاركن نفس نوعية التفكير والعقلية. كانت السيدة مونسون آخر من ارتبطت بهن هيز.

## وفاتها
توفيت هيز في مينة ليفربول في 3 يوليو/تموز عام 1897. وعلى الرغم من وفاة أديلاد بروكتر قبلها بثلاثين عام، إلا أن مدفن ليفربول قال: «هنا ترقد الصديقة العزيزة لأديلاد بروكتر».